# Campionati del mondo di atletica leggera indoor 2018 - Salto triplo maschile
La gara del salto triplo maschile dei campionati del mondo di atletica leggera indoor 2018 si è svolta il 2 marzo.

## Podio
| Pos.    | Atleta           | Nazionalità | Misura  |
| ------- | ---------------- | ----------- | ------- |
| Oro     | Will Claye       | Stati Uniti | 17,43 m |
| Argento | Almir Dos Santos | Brasile     | 17,41 m |
| Bronzo  | Nelson Évora     | Portogallo  | 17,40 m |

## Situazione pre-gara

### Record
Prima di questa competizione, il record del mondo indoor e il record dei campionati erano i seguenti.
| Record                | Prestazione | Atleta               | Data                         | Competizione                     |
| --------------------- | ----------- | -------------------- | ---------------------------- | -------------------------------- |
| Record mondiale       | 17,92 m     | Teddy Tamgho Francia | 6 marzo 2011 Parigi, Francia |                                  |
| Record dei campionati | 17,90 m     | Teddy Tamgho Francia | 14 marzo 2010 Doha, Qatar    | Campionati del mondo indoor 2010 |

### Campioni in carica
I campioni in carica a livello mondiale erano:
| Campione        | Atleta                       | Prestazione | Data                                           | Competizione                     |
| --------------- | ---------------------------- | ----------- | ---------------------------------------------- | -------------------------------- |
| Olimpico        | Christian Taylor Stati Uniti | 17,86 m     | 16 agosto 2016 Rio de Janeiro, Brasile         | Giochi della XXXI Olimpiade      |
| Mondiale indoor | Bin Dong Cina                | 17,33 m     | 19 marzo 2016 Portland (Stati Uniti d'America) | Campionati del mondo indoor 2016 |

### La stagione
Prima di questa gara, gli atleti con le migliori tre prestazioni dell'anno erano:
| Pos. | Atleta                   | Prestazione | Data                                                |
| ---- | ------------------------ | ----------- | --------------------------------------------------- |
| 1    | Almir Dos Santos Brasile | 17,37 m     | 13 febbraio 2018 Liévin, Francia                    |
| 2    | Nelson Évora Portogallo  | 17,30 m     | 8 febbraio 2018 Madrid, Spagna                      |
| 3    | Will Claye Stati Uniti   | 17,28 m     | 18 febbraio 2018 Albuquerque, Stati Uniti d'America |

## Risultati

### Finale
La finale diretta si è tenuta il 2 marzo alle ore 19:08.
| Pos | Atleta               | Nazionalità  | 1ª prova | 2ª prova | 3ª prova | 4ª prova | 5ª prova | 6ª prova | Risultato | Note                                     |
| --- | -------------------- | ------------ | -------- | -------- | -------- | -------- | -------- | -------- | --------- | ---------------------------------------- |
|     | Will Claye           | Stati Uniti  | 16,89 m  | 16,86 m  | 16,76 m  | 17,43 m  | 17,35 m  | 17,31 m  | 17,43 m   | Miglior prestazione mondiale stagionale  |
|     | Almir Dos Santos     | Brasile      | 16,70 m  | 17,22 m  | 16,97 m  | x        | 17,41 m  | x        | 17,41 m   | Miglior prestazione personale            |
|     | Nelson Évora         | Portogallo   | 17,14 m  | x        | 17,40 m  | 17,25 m  | x        | 16,71 m  | 17,40 m   | Record nazionale                         |
| 4   | Alexis Copello       | Azerbaigian  | x        | 17,17 m  | 17,05 m  | 16,82 m  | x        | x        | 17,17 m   | Miglior prestazione personale stagionale |
| 5   | Chris Carter         | Stati Uniti  | 16,76 m  | 16,70 m  | 16,75 m  | 17,04 m  | 17,15 m  |          | 17,15 m   |                                          |
| 6   | Hugues Fabrice Zango | Burkina Faso | 16,16 m  | 16,57 m  | 17,11 m  | 16,71 m  | 16,87 m  |          | 17,11 m   |                                          |
| 7   | Zhu Yaming           | Cina         | 16,66 m  | 16,86 m  | 16,81 m  | 16,87 m  | 16,38 m  |          | 16,87 m   | Miglior prestazione personale            |
| 8   | Dong Bin             | Cina         | x        | 16,84 m  | x        | 16,71 m  | 16,10 m  |          | 16,84 m   | Miglior prestazione personale stagionale |
| 9   | Cristian Nápoles     | Cuba         | x        | x        | 16,70 m  |          |          |          | 16,70 m   |                                          |
| 10  | Elvijs Misāns        | Lettonia     | x        | x        | 16,55 m  |          |          |          | 16,55 m   | Miglior prestazione personale stagionale |
| 11  | Max Hess             | Germania     | x        | x        | 16,47 m  |          |          |          | 16,47 m   |                                          |
| 12  | Momchil Karailiev    | Bulgaria     | 16,03 m  | 16,14 m  | x        |          |          |          | 16,14 m   |                                          |
| 13  | Clive Pullen         | Giamaica     | x        | 16,13 m  | x        |          |          |          | 16,13 m   |                                          |
| 14  | Fabrizio Donato      | Italia       | 15,96 m  | x        | x        |          |          |          | 15,96 m   |                                          |
| 15  | Andy Díaz            | Cuba         | x        | 15,37 m  | r        |          |          |          | 15,37 m   | Miglior prestazione personale stagionale |